# История безумия в классическую эпоху
«Безумие и неразумие. История безумия в классическую эпоху» (фр. Folie et déraison. Histoire de la folie à l’âge classique) — книга Мишеля Фуко, впервые изданная в 1961 году. Темой книги является историческое рассмотрение безумия в его становлении, осуществляющемся в неразрывной связи с социальным и научным дискурсом эпохи. Безумие как объект науки, согласно Фуко, не предшествует психиатрическому познанию, но возникает в тесной связи с ним. В книге рассмотрена история отчуждения безумия, история процесса его изгнания из общества; Фуко стремится рассмотреть, как именно происходит отчуждение — а точнее, согласно цитате из книги, «какие уравновешивающие друг друга операции образуют его как целое, из каких социальных далей являются люди, вместе удаляющиеся в ссылку и гонимые одним и тем же ритуалом сегрегации, наконец, каков был опыт самосознания человека классической эпохи, когда он обнаружил, что некоторые привычнейшие его черты становятся для него чужими, утрачивают сходство с узнаваемым им самим образом самого себя».
Фактически в книге идёт речь не только об истории безумия в классическую эпоху, она посвящена гораздо более длительному периоду: с конца Средневековья до начала XIX века — времени, когда безумие приобретает свой нынешний статус, статус психического заболевания.

## История написания и публикации книги
Эта книга по сути являлась докторской диссертацией Фуко. Книгу Фуко писал главным образом во время своего пребывания в Швеции и Польше, где он работал преподавателем, а также участвовал в деятельности французских культурных центров.
Кроме философского образования, у Фуко было также образование в области психологии и психопатологии. Некоторое время он работал в психиатрических больницах. Перед тем как в 1955 году отправиться в Швецию, Фуко предварительно договорился с издательством «Табль ронд» об издании двух своих будущих книг: предполагалось, что одна из них будет посвящена истории смерти, другая — истории безумия.

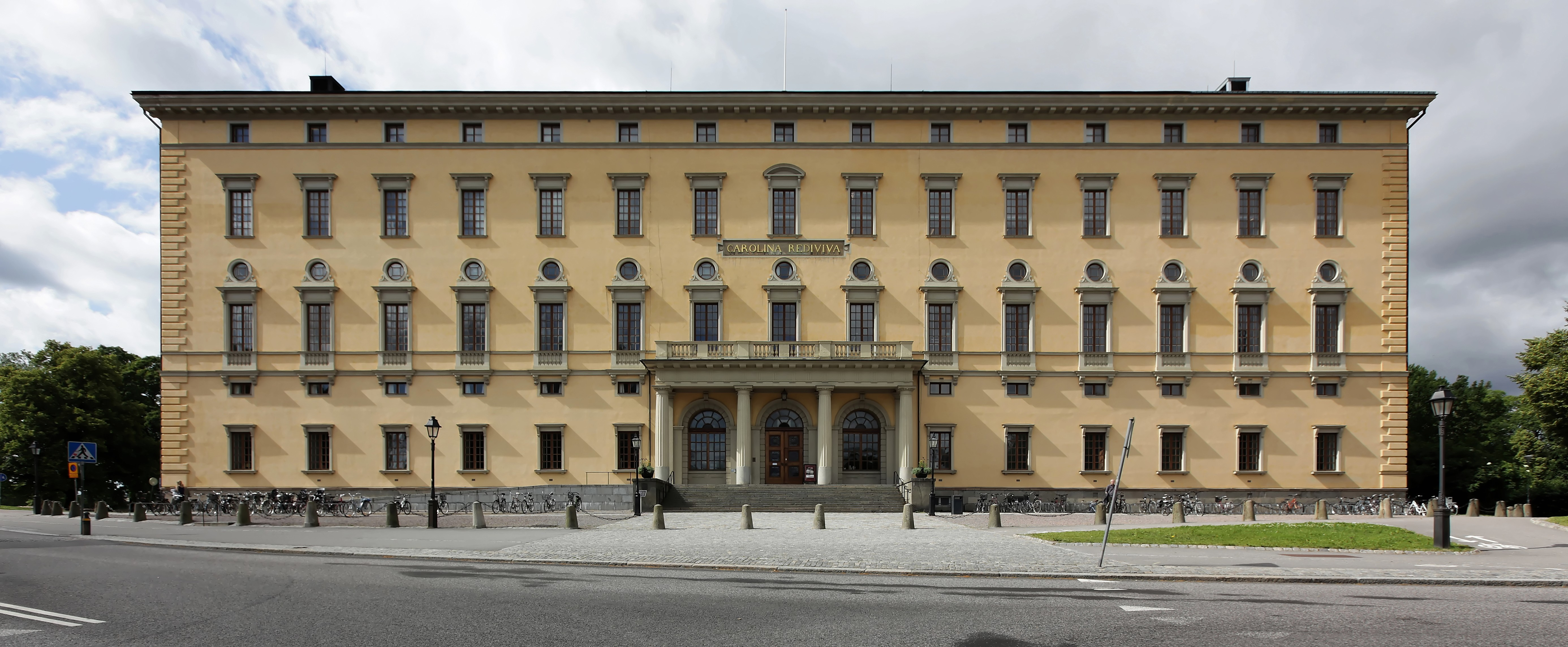
Каролина Редивива, главное здание библиотеки Уппсальского университета

Находясь в городе Уппсала в Швеции, Фуко ознакомился с собранием книг коллекционера Эрика Валлера, находящимся в большой уппсальской библиотеке Каролина Редивива. Эту коллекцию Валлер собирал много лет и в 1950 году передал её в библиотеку; коллекция включала в себя тысячи документов (письма, рукописи, редкие издания, колдовские книги, большое количество книг по истории медицины) и охватывала четыре века: с XVI по начало XX столетия. Коллекция оказалась крайне необходима Фуко для его работы над диссертацией. Каждый день с одиннадцати часов до трёх или четырёх часов дня он сидел в библиотеке, вечером продолжал писать под музыку Баха или Моцарта. Фуко работал над черновиками, затем переписывал их набело, затем исправлял вновь.
Ко времени отъезда Фуко из Швеции в 1958 году диссертация была почти готова: все материалы были собраны, но следовало ещё заняться редактурой и доработкой структуры текста. Вначале Фуко предполагал защитить свою диссертацию в Швеции, однако затем стало ясно, что излишне консервативные шведские учёные не дадут ему возможности это сделать. Встретившись с профессором кафедры истории идей и наук Уппсальского университета Стирном Линдротом, изучавшим историю медицины и философии эпохи Возрождения, Фуко предложил ему прочесть фрагменты своей работы, но тот, будучи убеждённым позитивистом, крайне нелицеприятно отозвался об этих фрагментах.
Во время своего пребывания в Польше, где Фуко жил с 1958 по 1959 год, он завершил работу над «Историей безумия в классическую эпоху». К этому моменту она представляла собой рукопись, содержащую почти тысячу страниц. Вначале Фуко назвал свою книгу «L’Autre Tour de folie» («Иное безумие» — заглавие, перекликающееся с цитатой из Паскаля «Люди неизбежно столь безумны, что было бы безумием впасть в иное безумие — не быть безумным», с которой начинался первый вариант предисловия к книге), но, поскольку следовало представить свою работу на соискание докторской степени, Фуко решил дать ей более академическое название: «Folie et déraison. Histoire de la folie à l’âge classique».
Ещё до того, как Фуко вернулся во Францию, он принялся искать научного руководителя — точнее, человека, который допустил бы диссертацию к защите, поскольку руководителя в собственном смысле не требовалось, диссертация была уже готова. Вернувшись в Париж, Фуко обратился к Жану Ипполиту — в то время директору Высшей нормальной школы. Ипполит прочитал диссертацию Фуко с большим интересом, но посоветовал ему пригласить в качестве руководителя известного философа Жоржа Кангийема, преподававшего в Сорбонне историю науки. Прочитав текст Фуко, Кангийем согласился на эту роль и отметил в своей рекомендации, направленной декану факультета, на котором Фуко должен был защищать свою диссертацию:

Что касается документов, М. Фуко, с одной стороны, заново прочёл большое количество текстов, а с другой, он прочёл и привлёк к работе
множество ранее неизвестных рукописей. <…> Оригинальность этой работы заключается, по существу, в пересмотре, на более высоком уровне философской рефлексии, материала, который философы и историки психиатрии до сих пор оставляли на произвол тех психиатров, которые интересовались историей или предысторией своей специальности, чаще всего в поисках метода или конвенции.

После того как декан дал разрешение на публикацию (в то время прежде, чем защитить диссертацию, необходимо было её опубликовать, а разрешение на публикацию следовало получить от декана факультета, где должна была состояться защита), Фуко предложил свою диссертацию издательству «Gallimard». Работники издательства отвергли книгу Фуко, так как сочли её излишне академической и не верили в её коммерческий потенциал. После этого выдающийся психиатр и невролог Жан Деле предложил Фуко опубликовать «Историю безумия в классическую эпоху» в издательстве «Presses universitaires de France», однако Фуко не хотел, чтобы круг читателей его книги ограничивался только специалистами, и поэтому от предложения Деле отказался. Впечатлённый успехом Леви-Стросса, книги которого публиковались в издательстве «Plon», Фуко отдал «Историю безумия» в это издательство. Известный историк Филипп Арьес, занимавшийся в «Plon» составлением серии исторических исследований, прочёл книгу Фуко и был, как позднее писал он в своих воспоминаниях, «сражён наповал». Однако ему стоило большого труда уговорить руководство издательства выпустить эту книгу.
Книга была опубликована, и в мае 1961 года Фуко защитил свою диссертацию. В зале, где состоялась защита, присутствовало около сотни человек, которых привлекла необычная тема диссертации. Профессор Сорбонны Анри Гюйе, историк философии, возглавлял диссертационный совет, в совете также заседали Кангийем и профессор кафедры психопатологии в Сорбонне Даниэль Лагаш. Кроме «Истории безумия в классическую эпоху», Фуко защищал в тот день также свою «вторую диссертацию» (во Франции для получения докторской степени необходимо предоставить два текста: собственную работу и комментированный перевод с иностранного языка) — перевод «Антропологии с прагматической точки зрения» Канта, введение к ней и комментарии.
Защита состоялась успешно, и Фуко получил докторскую степень. Кроме того, за его основную диссертацию (то есть за «Историю безумия в классическую эпоху») ему была вручена бронзовая медаль от Национального центра научных исследований (CNRS). В официальном отчёте через несколько дней после защиты Анри Гюйе писал:

…Можно констатировать, что обе диссертации были подвергнуты достаточно серьёзной критике. Однако нельзя не признать, что мы столкнулись с весьма оригинальной основной диссертацией и с личностью, наделённой интеллектуальным «динамизмом» и талантом к описанию, то есть качествами, необходимыми для преподавателя высшей школы. Именно поэтому, несмотря на сдержанность в оценке работ, квалификация «весьма похвально» была присуждена единогласно.

В мае 1961 года «История безумия в классическую эпоху» вышла тиражом 3000 экземпляров, в феврале 1964 года было напечатано ещё 1200 экземпляров. Тогда же появился и «карманный» вариант книги, очень значительно сокращённый; именно благодаря этому «карманному» варианту книга Фуко стала известна широкому читателю, и в течение восьми лет до выхода второго издания «Истории безумия» по преимуществу читали именно «карманную» версию.
В 1965 году тот же «карманный» вариант издали на английском языке под названием «Madness and Civilisation» («Безумие и цивилизация»). Это издание осуществилось благодаря интересу, проявленному к книге Фуко британскими антипсихиатрами — Р. Д. Лэйнгом и Д. Купером. Английский вариант книги опубликовали в серии «Исследования по экзистенциализму и феноменологии», редактором которой был Лэйнг, а Купер написал к книге предисловие.
На русском языке «История безумия в классическую эпоху» впервые была издана в 1997 году.

## Содержание книги
Несмотря на утверждение, что безумие развивается в тесной связи с дискурсом эпохи, Фуко признаёт существование психических расстройств как объективной реальности, существующей до возникновения любого научного дискурса; тем не менее он утверждает, что формы безумия определяются дискурсом, в рамках которого они существуют и который различается от эпохи к эпохе. Нынешнее медицинское представление о безумии, подчёркивает Фуко, определяется тем представлением о неразумии, что сложилось в классическую эпоху. В книге Фуко рассматривается реакция классического рационализма на безумие. Фуко показывает, что медицинский дискурс о безумии является продуктом практики изоляции и что положение вещей, когда безумие полностью узурпировала медицина, существовало не всегда. Согласно Фуко, принадлежность безумия к области психиатрии, психопатологии — следствие не самой сущности и природы безумия, а длительного развития культуры и общества, и понятие «нормы» и «нормального человека» в психиатрическом смысле этого слова — лишь мыслительный конструкт, сущность и место которого становятся ясны только в контексте социального и культурного развития.
Предмет интереса Фуко — не столько безумие как таковое, сколько та социальная реальность и те особенности мышления различных эпох, которые можно постичь благодаря изучению безумия. Рассматривая безумие и его отчуждение, Фуко подвергает анализу историю человечества. Как правило, при изучении истории, философии и культуры той или иной эпохи исследователи описывают то, что ей было свойственно и какие взгляды господствовали; Фуко же, напротив, стремится изучить не то, что присуще тому или иному обществу, системе мышления, культуре, а то, что отвергается и исключается: для каждой эпохи характерно вполне определённое отношение к безумию. «История безумия в классическую эпоху» — первая книга Фуко, посвящённая исследованию тотализирующего дискурса.
В «Истории безумия» Фуко показывает, что такая отрасль знания, как психиатрия, и соответствующий ей институт — психиатрическая лечебница — сформировались относительно недавно, и чётко и обстоятельно описывает исторический разрыв, который отделяет сформировавшуюся в XIX веке психиатрию и её трактовку психических болезней от предшествующих ей представлений и практик обращения с безумными. Прослеживая в своей книге те резкие изменения, которые претерпевало представление о безумии, Фуко подчёркивает, что эти изменения были совершенно случайными и необоснованными, не были обусловлены определённой логикой развития или необходимостью. Одновременно с этими изменениями в структуре знания возникали также изменения в структуре силы (изоляция, лечение и др.).
В начале книги Фуко описывает средневековые лепрозории и характеризует статус прокажённого в средневековом обществе, одновременно и изгнанного из мира и церковной общины, и вместе с тем своей фигурой напоминающего о Боге, так как его заболевание — отмета и божьего гнева, и божьей милости. В период с XIV по XVII вв. лепрозории опустели, однако их место в общественном сознании (а порой даже и в бывших помещениях лепрозориев) в конечном счёте заняли бродяги, бедняки, преступники, безумные и венерические больные.
В эпоху Средневековья и Возрождения безумие, как подчёркивает Фуко, хотя и внушало страх, порой доходивший до ужаса, и подвергалось изгнанию и заключению (многие города Европы изгоняли безумных за свои границы, а в некоторых городах, например Нюрнберге, их даже заключали в тюрьму; в третьих городах безумцев брали на попечение, в четвёртых пытались лечить и др.), но не было предметом отчуждения. Отношение к нему — во всяком случае, такое, как оно проявлялось в ритуалах, в литературе, изобразительном искусстве, философии XIV—XVI веков, — характеризовалось целостностью, неотделимостью от христианских представлений. Рациональное и иррациональное, норма и патология, «разумное» и «безумное» не были чётко разделены, между ними существовал диалог; иррациональное начало в культуре являлось источником вдохновения, областью поэзии и фантазии, не только не чуждой разуму, но и, возможно, выступающей как его высшее проявление.

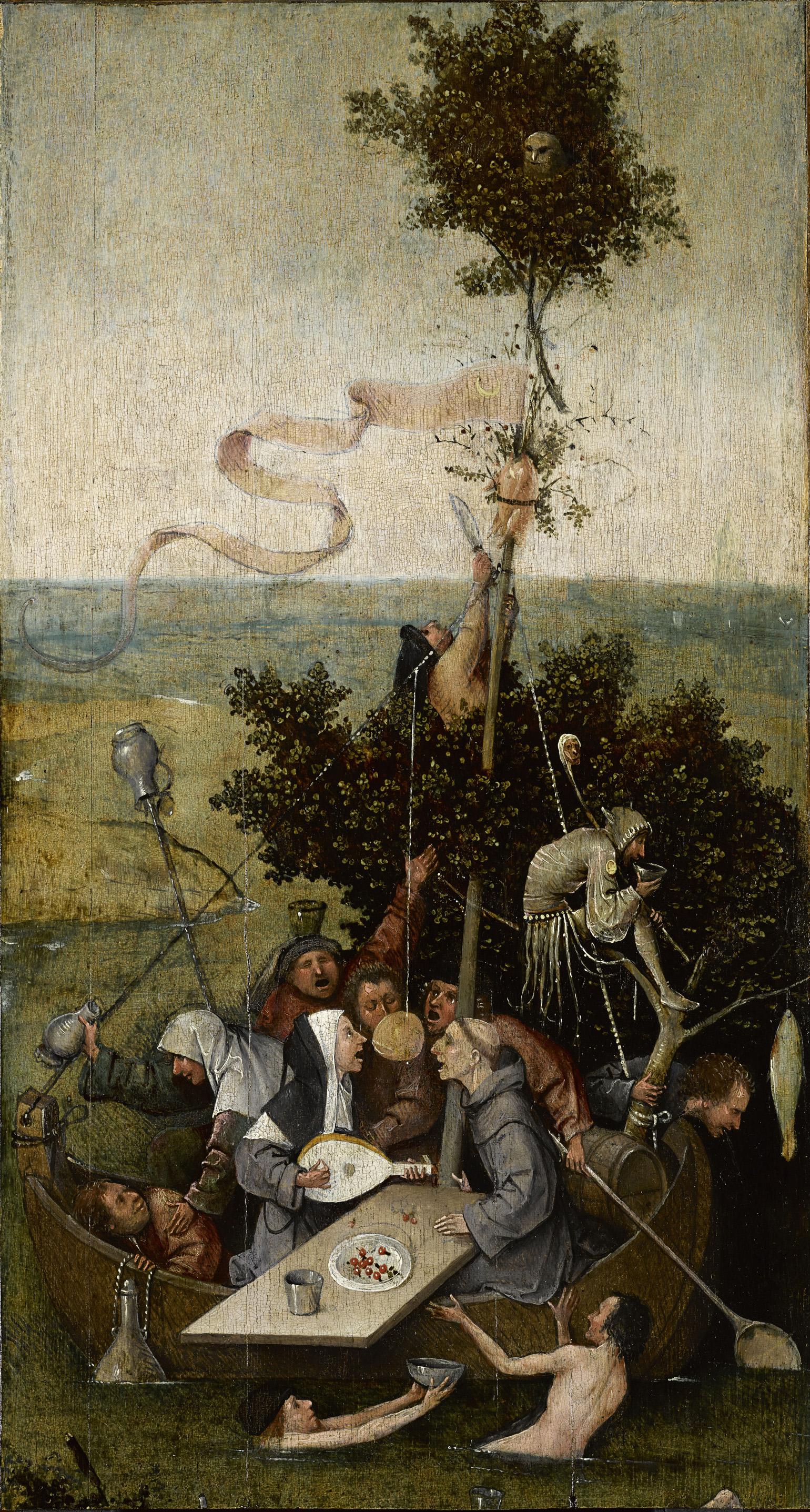
Картина Иеронима Босха «Корабль дураков» (1495—1500)

Отчуждение безумия началось со знаменитых «кораблей дураков» в эпоху Возрождения — кораблей, на которых безумцев отправляли в изгнание. Вода в данном случае означает переходный статус, пограничное положение умалишённых: подвижная стихия изолирует их, может привести в любое место в мире и при этом является «изнанкой» мира. Безумие в конце Средневековья представляет собой символ тревоги, охватившей всё общество, так как воплощает ощущение бессмысленности мира, ничтожности человека, небытия. Смерть и безумие становятся в какой-то мере равноценны, и нарастание безумия свидетельствует о приближающемся конце света.
Безумие в эпоху Возрождения, согласно Фуко, воплощает собой, с одной стороны, осознание трагичности мира, символизируя зверя, находящегося внутри человека и пытающегося вырваться на свободу, это безумие грозное, внушающее страх, говорящее о глубокой тайне, родственное силам зла и тьмы, заключающей в себе свидетельство силы Сатаны; с другой стороны — критическое сознание человека. Эти два аспекта — трагичное, космическое восприятие безумия (И. Босх, А. Дюрер, Г. Маршан и др.) и критически-насмешливое его восприятие (С. Брант, Эразм Роттердамский, М. Сервантес, У. Шекспир, М. Монтень и др.) — доминируют в сознании европейцев, переплетаются друг с другом и в то же время отрицают друг друга. Первый из этих аспектов отходит на задний план уже с XVI века, уступая место критическому сознанию безумия (которое, по Фуко, означает начало конца свободы психических девиантов), однако трагическое мироощущение, трагический опыт безумия временами проявляется и позже — например, у позднего Ницше, у Ван Гога и А. Арто, у позднего Фрейда (в его мифе о борьбе либидо и инстинкта смерти).
В XVI веке безумие претерпело неоднозначную эволюцию. С одной стороны, оно представляет собой понятие, соотносящееся с разумом; безумие и разум — это неразрывная пара, находящая основание друг в друге и в то же время отрицающая друг друга. Безумие противопоставлено истине, знание которой доступно лишь Богу, и человеческий разум — лишь безумие в сравнении с мудростью Бога, однако и Божественный Разум — Безумие в сравнении с ничтожным человеческим разумом. Поэтому «нет безумия безотносительно к разуму», как и нет разума безотносительно к безумию. С другой стороны, безумие — одна из форм разума, и если человек отрицает своё неразумие, он лишён возможности разумно использовать свой разум; таким образом, существует «безумное безумие», представляющее собой отрицание безумия разума, и «мудрое безумие», признающее безумие разума и благодаря этому надёжно защищённое от безумия.
Если в эпоху Возрождения безумие было частью самой жизни и составляющей разума, то в классическую эпоху его уделом становится молчание; безумие, по сути, исключается из мира разума и разумности. Как полагал Декарт, безумие представляет собой заблуждение ума, мыслящий субъект не может быть безумным: присутствие сомнения исключает безумие; если человек сомневается — он не утратил свой разум и существует как res cogitans. В эпоху Просвещения возникает разрыв, жёсткое разделение между рациональным и иррациональным, разумом и безумием; отныне возможность их единства, диалога, обмена исключена.
В классическую эпоху безумие воспринимается главным образом с этической точки зрения — как нечто, проявляющееся в искажении нравственной жизни человека и его злой воле. Преступление и безумие, согласно представлениям этой эпохи, неразрывно связаны друг с другом; безумие — это монстр, человек в его животном аспекте, он не воспринимается как больной.

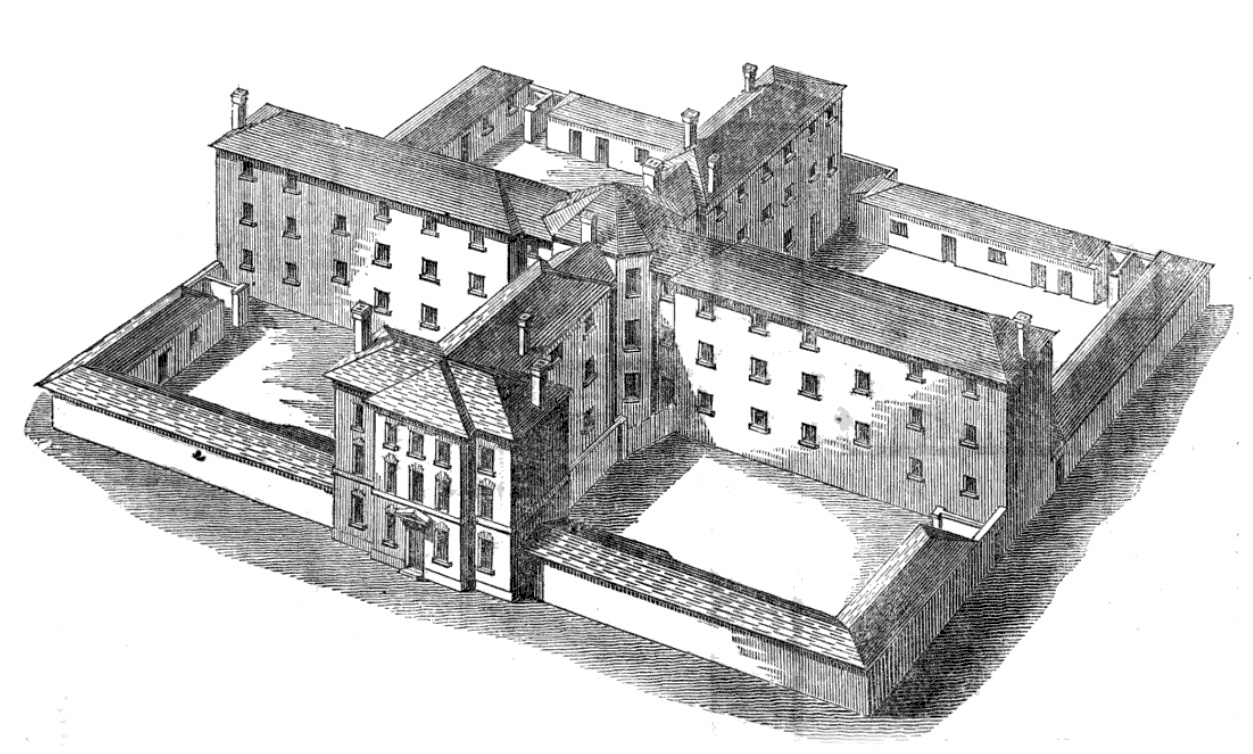
Внешний вид здания работного дома в Англии

Классическую эпоху Фуко характеризует как время «Великого заточения» (фр. Le grand renfermement), и условная дата начала этого «Великого заточения» — согласно Фуко, 1656 год: в этом году Людовик XIV подписал декрет о создании в Париже Общего госпиталя. В эпоху «Великого заточения» во Франции создаются учреждения, подобные Общему госпиталю в Париже; в этих изоляторах содержится очень неоднородная категория населения: безумцы, нищие и бродяги, венерические больные, гомосексуалы, развратники, колдуны, богохульники, самоубийцы, расточительные и неверные мужья, падшие женщины, преступники, либертины и др. — всё, что идеологами буржуазного остракизма определялось как Неразумие. В том же столетии сходные учреждения скачкообразно распространились по всей Европе (в Германии они назывались Zuchthäuser, в Англии — houses of correction, Bridwells, workhouses). Если в Средневековье фигуру безумца возвеличивали и подвергали сакрализации, то в Новое время она подвергается секуляризации, безумец оказывается в ряду нищих и бродяг, являясь уже «не таинственным пилигримом, а нарушителем установленного в обществе порядка». Порядок при этом понимается очень узко — под ним подразумевается совокупность мер, обеспечивающих для всех представителей населения необходимость и возможность труда.
Таким образом, с моральной точки зрения изоляция безумцев и других маргиналов — всех тех, кто беден, неспособен трудиться и не может интегрироваться в коллектив, — представляет собой следствие этического осуждения праздности. Общий госпиталь и сходные с ним учреждения — не только место, где изолируют и подвергают принудительным работам, но и нравственный институт, где должны караться и подвергаться исправлению моральные изъяны (и для этой цели в распоряжении управляющих подобными учреждениями имелись такие средства, как «столбы, железные ошейники, камеры и подземные темницы»). В создании таких учреждений проявляется стремление Европы создать «государство нравственности», где бы с помощью силы насаждалась добродетель. Труд в то время считался основной моральной и религиозной обязанностью человека, критерием его моральной и социальной благонадёжности, основой общественного порядка и благосостояния, поэтому всякий, кто по тем или иным причинам жил не трудясь, считался аморальным, распущенным, опасным человеком, который должен подвергаться наказанию и исправлению. Вследствие этого бедность, нищета, а также физическая или умственная неполноценность стали сопрягаться с понятием вины и преступления.
С экономической же точки зрения основанием для практики изоляции «лишних людей» явилось становление капиталистического способа производства, приведшее к возникновению множества безработных (благодаря тому, что оно уничтожило базис традиционного хозяйства), а также превратившее это множество безработных в асоциальную силу (благодаря тому, что купля-продажа рабочей силы стала основой общественной жизни). В XVII—XVIII веках изоляция выполняла двойную социальную роль: во время экономических кризисов институт изоляции изымал из общества «праздношатающихся», предупреждая благодаря этому волнения и бунты, а в периоды полной занятости и высоких заработков выполнял функцию поставки дешёвой рабочей силы. Отсюда проистекает эклектизм социального состава людей, содержавшихся в изоляторах, а в дальнейшем — выделение умалишённых из состава этих людей и их обособление.
Из-за сформировавшегося в середине XVII века во Франции, Англии и ряде других стран Европы общественного мнения об обитателях таких исправительных учреждений каждый, кто попадал в них, приобретал статус «антиобщественного элемента». Фуко подчёркивает по этому поводу: «Изолировали не каких-то „чужих“, которых не распознавали раньше просто потому, что к ним привыкли, — чужих создавали, искажая давно знакомые социальные обличья, делая их странными до полной неузнаваемости. …Одним словом, мы можем сказать, что именно этот жест породил понятие отчуждения и сумасшествия (alienation)».
В результате благодаря формированию определённой сферы человеческого опыта, где сблизились явления, прежде отделённые друг от друга (безумие и другие предосудительные формы поведения), безумие пребывает теперь по соседству с грехом. Благодаря этому соседству оно окружается ореолом виновности, который сохраняется в психиатрическом дискурсе и в Новейшее время: безумие остаётся сопряжено с грехом, только теперь эта связь переживается не социально, но как личная участь человека, страдающего психическим заболеванием.
Благодаря изоляции безумия достигается дистанция, необходимая для того, чтобы безумие превратилось в объект восприятия. Отчуждение неразумия, изъятие его из социальной реальности связано с тем сдвигом, благодаря которому оно «перестало быть опытом человеческого разума вообще, во всех его перипетиях, и попало как бы в замкнутый круг некоей квазиобъективности (quasi-objectivité)». Изоляция знаменует собой этическое разделение между разумом и неразумием, дающее возможность подчинить безумие власти позитивного знания, включить его в моральный опыт неразумия. Изоляция также связана с тем, что безумие уже не является знаком потустороннего мира, а стало, как пишет Фуко, «парадоксальным проявлением небытия (non-être)». Безумие вызывает страх потому, что даёт нам знать о ничто; «изоляция… выводит на свет небытие».
По утверждению Фуко, классическая эпоха знает «три формы безумия»: слабоумие (наименее мифологизированная форма, не соотнесённая с нравственными ценностями), мания и меланхолия (которые являются свидетельством формирования определённой структуры восприятия психического заболевания, разворачивающегося не от наблюдения к объясняющим образам, а наоборот), истерия и ипохондрия (форма, разворачивающаяся в пространстве тела со всеми его органическими значениями и моральными ценностями). На этой основе возникает психиатрия XIX века, которой присуще представление о связи психических расстройств с моральным злом.
Фуко также пишет о «великом страхе», овладевшем Западной Европой в середине XVIII столетия, — страхом перед какой-то неопределённой болезнью, якобы распространяющейся по воздуху из изоляторов. Этот страх представляет собой новое воплощение средневекового ужаса, связанного с проказой; однако теперь зло, подвергающееся изоляции, носит фантастический облик и является одновременно как нравственным, так и физическим. Неразумие сближается с болезнью, но в рамках не медицинского дискурса, а в области воображаемой, фантастической. Вместе с тем страх перед безумием является и страхом перед последствиями исторического прогресса, в XIX веке превращающимся в ощущение неотступной угрозы со стороны социально-нравственных противоречий.
Как подчёркивает Фуко, возникновение позитивной науки о душевной болезни, дискурса психопатологии становится возможным только благодаря синтезу двух дискурсов: юридического знания, благодаря которому определяется недееспособность и невменяемость правового субъекта, и непосредственного социального восприятия, благодаря которому возникает общественный приговор об изоляции, если человек нарушает общественные нормы. В классическую эпоху эти сферы существовали относительно независимо друг от друга, поэтому и опыт безумия переживался двояко. В эту исследуемую Фуко эпоху возникли две формы отчуждения безумца: 1) ограничение его правоспособности; 2) общественное восприятие его как Чужого. В «Истории безумия» Фуко исследует преимущественно первую из этих форм, а вторую будет исследовать в 1970-е годы в своих прочитанных в Коллеж де Франс лекциях и в книге «Надзирать и наказывать».
Фуко указывает на отсутствие непосредственной связи между медицинским знанием и практикой изоляции безумных в госпиталях и тюрьмах. Между медицинскими теориями безумия и государственной практикой его распознавания и изоляции была непреодолимая пропасть; утилитарное знание признаков, с помощью которых умалишённого можно выделить из толпы, указать: «Этот человек — безумец», ни в коей мере не опиралось на медицинские представления, и методы «лечения» сумасшедших (кровопускания, промывание желудка, водные процедуры, прижигания и др.) имели мало общего с концептуальными построениями медицины. В основу классической психиатрии (начиная с эпохи Пинеля) легли понятия, являющиеся по сути компромиссом между этими двумя разновидностями опыта, и именно благодаря безразличному взгляду больничного персонала («больничное восприятие», которое Фуко противопоставляет медицинскому знанию) формируются отличительные признаки безумия. Психиатрическое знание, по утверждению Фуко, родилось в изоляторах, а не в университетах. Изоляция позволяет проявиться истине безумия, позволяет проявиться безумию как одной из тайн человеческой природы, и в то же время это место самоуничтожения безумия, а не его сохранения в прежнем виде. Изоляция «мало-помалу получила терапевтическое значение — через пересмотр всех социальных и политических жестов, всех ритуалов, связанных со сферой воображаемого либо морали, всего того, что на протяжении более чем столетия было заклятием для безумия и неразумия».
В классическую эпоху произошла позитивистская переориентация медицины, благодаря которой она приобрела современные теоретические очертания. В это время появляется множество нозологических классификаций, уподобленных ботаническим систематикам. Безумие легко включилось в эти классификации и подвергалось осмыслению в тех же терминах, что и любой физический недуг. При этом объяснение психических расстройств давалось на основе ближайших причин (к ним относили расстройства «животных духов», гуморов, флюидов или нервной фибры) и отдалённых причин (сильные переживания, отравление ядами, патогенное влияние Луны, пагубное воздействие социальных условий). В XVII веке причины характеризовались с помощью образных ассоциаций: например, такие внешние характеристики «маньяка», как возбуждение, хаотичные движения, жар при отсутствии горячки, переносились внутрь — Виллизий писал, что «у маньяка духи движутся неистово и бурно». Позднее, когда получила распространение «теория» нервной фибры, появились физиологические и анатомические исследования, направленные на выявление физического повреждения фибры. И хотя опыт физиологов и патологоанатомов противоречил этим теоретическим установкам врачей, именно последние утвердились в медицине — впрочем, ненадолго, поскольку при столкновении с реальным опытом «умственной болезни» эти конструкции оказались шаткими. В то время как нозологии соматических болезней позитивистская переориентация пошла на пользу, при попытке найти несомненные эмпирические проявления сумасшествия авторы-теоретики «не находили ничего, кроме деформаций нравственности». В конечном счёте психиатрическое знание сформировалось как результат пересмотра медицинской теории под давлением «эмпирических» фактов. Фуко подчёркивает, что психиатрическая концепция «душевной болезни» в том виде, в котором она сформировалась начиная с эпохи Пинеля, является синтезом социальной практики изоляции маргиналов и позитивистского представления о заболеваниях как естественных видах. При этом движение к синтезу было предпринято отнюдь не врачами, а представляет собой следствие трансформации института изоляции, в конечном счёте — буржуазного способа производства.

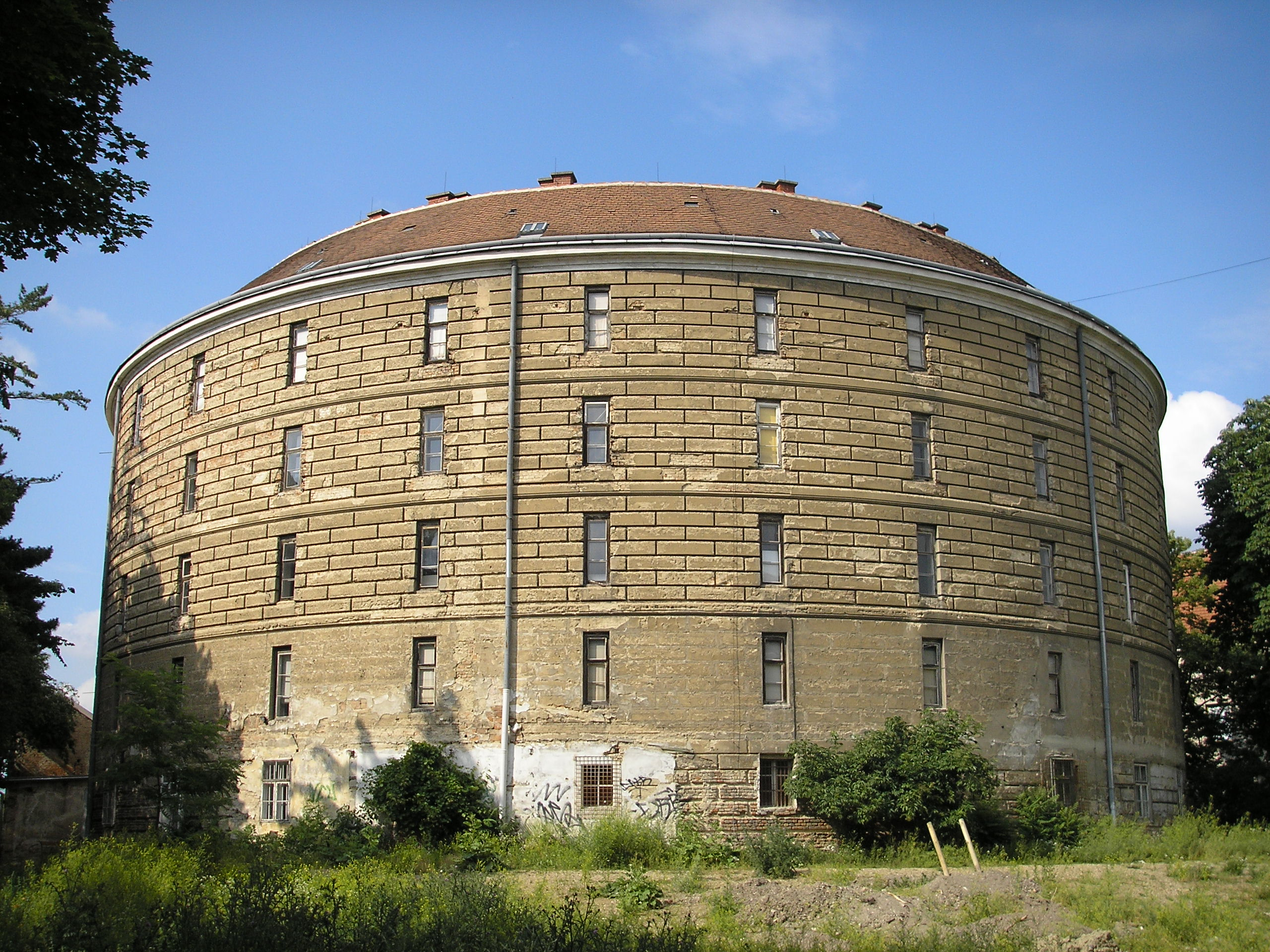
Венский Narrenturm, одно из первых зданий, спроектированных специально для содержания душевнобольных (дата основания — 1784 год)

Во второй половине XVIII столетия отчётливо проявляется кризис системы исправительных учреждений, возникает социальная потребность в преобразовании института изоляции и возникают специальные учреждения для умалишённых, где они, впрочем, по-прежнему доверены заботам не врачей, а надзирателей. Причинами этих изменений были проникновение капиталистического способа производства во все сферы жизни, развитие присущих капитализму форм разделения труда, которые подготовили технологическую почву для развития крупной промышленности, и перестройка политической системы общества. Стала ясна экономическая нецелесообразность изоляторов: узников этих учреждений теперь регулярно отправляют в колонии, а кроме того, значительную роль сыграла потребность крупной промышленности в дешёвой рабочей силе. Изоляция теперь осознавалась как грубая экономическая ошибка: трудоспособное население «изымается из оборота» и содержится за счёт государства. В результате здоровые бедняки (нищие, бродяги, падшие женщины и пр.) были выпущены из изоляторов. Либертинов, вольнодумцев, всех тех, чья вина не была доказана в ходе открытого судебного разбирательства, освободили во Франции вследствие политических преобразований. Безумцы теперь оставались в исправительных учреждениях лишь вместе с преступниками, осуждёнными приговором суда; таким образом, безумие наконец отделилось от «неразумия». Было неясно, что делать с безумцами; в этой обстановке вновь усилился страх перед сумасшествием. Нередко вследствие отсутствия специальных учреждений безумцев помещали в тюрьмы. Таким образом, в ходе социально-политических преобразований конца XVIII века возникло осознание неправового, волюнтаристского характера изоляции умалишённых, но в то же время, находясь под воздействием предрассудков, сформированных в результате двухсотлетней практики изоляции, французы не могли допустить освобождения безумцев.
Ссылаясь на работы Ж. Тенона и П. Кабаниса, Фуко утверждает, что в это время происходит интериоризация отчуждения в формирующейся психиатрической теории: внешние (социально-исторические) формы отчуждения безумия в психиатрической теории превращаются во внутреннюю (природно-биологическую) сущность безумия. Для изоляции, согласно Кабанису, существуют объективные (в силу природного детерминизма) предпосылки, коренящиеся в самой сущности безумия. Утрата свободы якобы является имманентной сущностью безумия, отсюда необходимость надзора и руководства со стороны; все те, «кто причастен к рассудку в такой мере, что способен понимать его приказания, но сам рассудком не обладает», нуждаются в том, чтобы находиться в подчинении. Тенон и Кабанис были первыми, кто теоретически обосновал отсутствие у безумцев свободы воли, сделав их (сначала лишь в теории) объектом изучения и излечения.

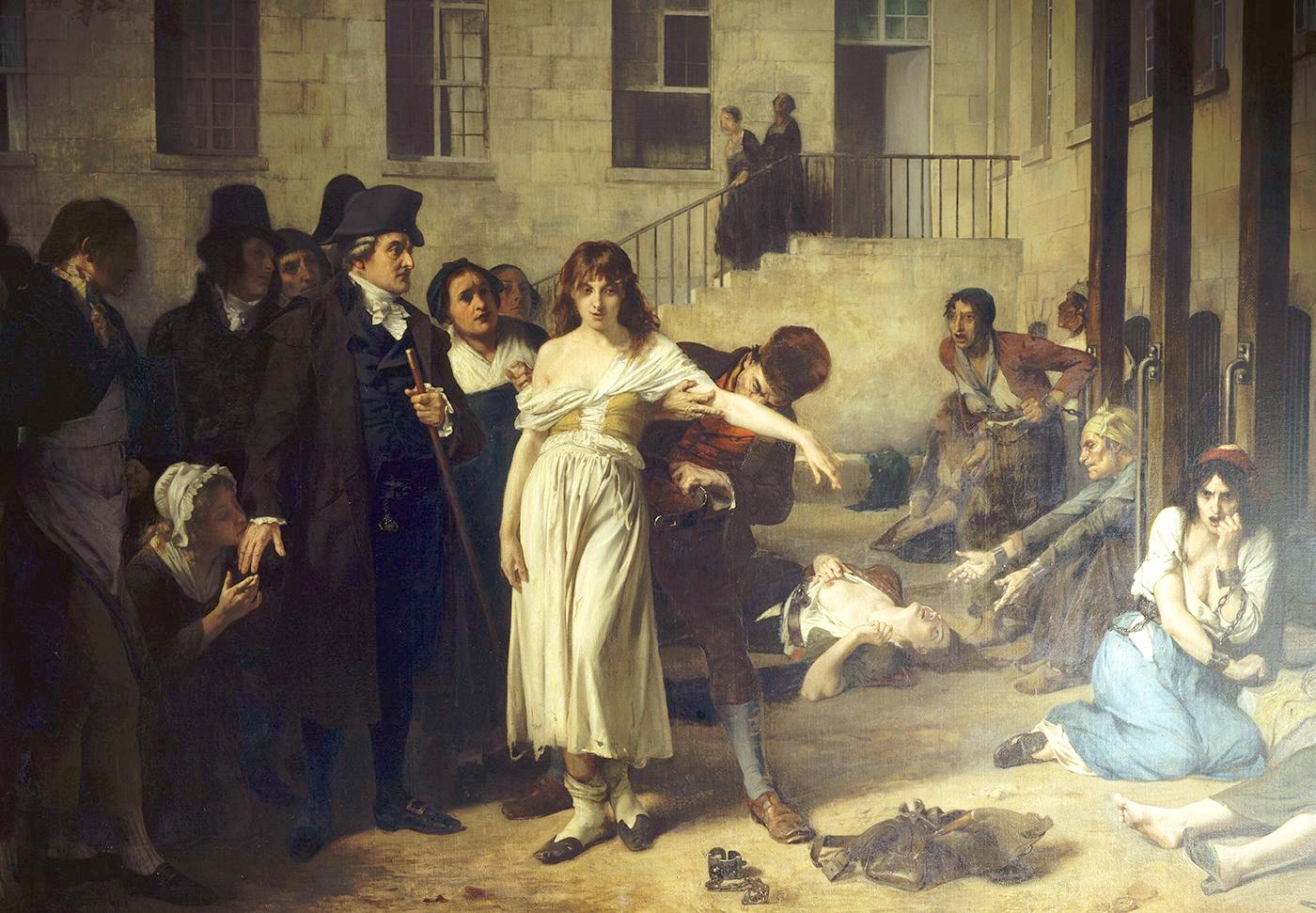
Филипп Пинель снимает цепи с безумных в Сальпетриере в 1795 году. Картина Тони Робер-Флёри

Таким образом, в результате преобразования системы изоляции лишних для капиталистического способа производства, не вписывающихся в его рамки людей в конце XVIII столетия сформировались достаточные условия клинической психиатрии — «узнавание безумия стало осуществляться в рамках процесса, благодаря которому общество ограждало себя от него», возник единый социальный институт изоляции таких людей — психиатрическая больница. В 1795 году Филипп Пинель переустроил госпиталь Бисетр, в 1796 году Уильям Тьюк организовал в Англии «Ретрит». «Освобождение» безумцев Пинелем Фуко считает не более чем мифом: в психиатрических лечебницах эпохи Пинеля и позднее безумец становится «объектом для другого», что осуществляется благодаря понятиям Труда и Взгляда; терапевтическое вмешательство в существование безумца неразрывно связано с понятием вины — виновность делает сумасшедшего объектом наказания, постоянно присутствующего в его сознании и в сознании другого. Введение безумца в искусственно созданные границы признаётся его «излечением». «Лечебница эпохи позитивизма, заслуга создания которой приписывается Пинелю, — пишет Фуко, — это не пространство свободы, где наблюдают больных, ставят им диагноз и проводят терапию; это пространство правосудия, где человека обвиняют, судят и выносят ему приговор и где освобождение достигается лишь через перенос судебного процесса в глубины собственной психологии, то есть через раскаяние. В лечебнице безумие будет наказано — пусть даже вне лечебницы оно признано невиновным. Отныне безумие надолго, во всяком случае, до наших дней, заточено в тюрьму морали».
Итак, согласно Фуко, феномен психической болезни, существующий наряду с болезнями тела, возник отнюдь не как результат развития медицины, но вследствие определённых социальных обстоятельств: и массового страха перед развитием эпидемий, и социально-экономических потребностей развивающегося капитализма (нехватка рабочих рук, необходимость всеобщего труда, что повлекло за собой освобождение из заключения всех трудоспособных, и благодаря этому возникла категория больных, не способных трудиться). Именно социальные обстоятельства привели к возникновению психической болезни как самостоятельной категории, а медицина только закрепила в системе своих понятий отношение к умопомешательству, сформировавшееся в обществе. Фигура врача воплощает собой разум классической эпохи, который подчиняет себе всё иррациональное и неразумное, а понятие психической болезни означает лишь то, что поведение человека не соответствует общественным нормам; психическая болезнь — социальное понятие, но отнюдь не явление общей патологии или психопатологии.
Как отмечает Фуко, эпоха, когда формировалась наука о «душевных болезнях», заставила замолчать диалог разума и безумия. Наука о «душевных болезнях» сама по себе никогда не станет диалогом, но в XX веке благодаря Фрейду удалось воскресить этот диалог: психоанализ совмещает «абсолютный взгляд» надзирателя с монологом надзираемого, хотя и сохраняет прежнюю структуру, характерную для психиатрии. Психиатрия XIX столетия не признавала статус языка за бредом безумия, но в рамках психоанализа разум вновь стал слушать язык безумца.
Сама «позитивная наука о человеке» (позитивистское познание человека в антропологических науках: психиатрии, психологии, социологии и др.) оказалась возможна, по утверждению Фуко, только благодаря тому, что безумие стало объектом изучения: изъятый из социума, из своего окружения человек превратился в самодостаточный объект «эмпирического» наблюдения, что объясняет негативность психиатрических и психологических норм, которые предполагают познание безумия, обузданного изоляцией (как недобровольной госпитализацией, так и умозрительным абстрагированием). Изучение безумия представляет собой основу для объективизации человека. «Безумие — это самая чистая, самая главная и первичная форма процесса, благодаря которому истина человека переходит на уровень объекта и становится доступной научному восприятию. Человек становится природой для самого себя лишь в той мере, в какой он способен к безумию». Сама возможность позитивной психологии XIX века заложена в том, что психические расстройства стали предметом изучения: психология личности отталкивалась от раздвоения личности, психология памяти — от амнезии, психология языка — от афазии и др. «Истина человека, — пишет Фуко, — высказывает себя лишь в момент своего исчезновения».
По сути, Фуко рассматривает безумие как сущность человека, отчуждённую моральным порядком (разумом): «впадая в безумие, человек впадает в свою истину», но вместе с тем и утрачивает её. Альтернативу психиатрической теории (как и в целом позитивистской антропологии), согласно Фуко, представляет собой иррационализм, альтернативу психиатрической практики — её революционное упразднение.

## Восприятие и оценки
«История безумия в классическую эпоху» после своего первого издания не вызвала почти никакого интереса у широкого читателя, однако была доброжелательно встречена рядом авторитетных учёных. Мишель Серр написал о книге Фуко большую статью, отметив, что в «Истории безумия» присутствует «прозрачная геометрия» патетического языка людей, которые были подвергнуты изгнанию и отчуждению, и назвав «Историю безумия» «книгой об одиночестве», развивающей ницшеанское понимание трагедии. Ролан Барт указал, что в книге Фуко присутствует взгляд на безумие не как медицинское явление, но как на составляющую цивилизации: безумие представляет собой не болезнь, но лишь некую переменную, гетерогенный смысл каждой эпохи.
Робер Мандру, длинный комментарий-эссе к «Истории безумия в классическую эпоху» которого был опубликован в журнале «Анналы», заявил, что безумие в нынешнее время встречается лишь в своей лирической форме (в творчестве таких писателей, как Ж. де Нерваль и А. Арто) и что Фуко против этого обстоятельства пытается возражать, но в конце своего эссе отметил, что «История безумия» — книга весьма своевременная.
Фернан Бродель с восхищением указал на умение Фуко рассматривать одну и ту же проблему с разных точек зрения и первым из критиков отметил такую особенность работ Фуко, как отсутствие универсального метода исследования; убедительность книг Фуко, по Броделю, связана прежде всего с его литературным талантом.
Гастон Башляр в письме к Фуко сообщил, что книга Фуко очень впечатлила его и благодаря этой книге он пришёл к выводу: ради социологического исследования не нужно отправляться в Полинезию, поскольку европейцы — по сути те же «дикари».
Как утверждал Жан Лакруа в «Le Monde», «История безумия в классическую эпоху» — шедевр, где освещаются самые глубинные проблемы западной культуры, но притом эта книга доступна всем и каждому. Октав Маннони в «Les Temps Modernes» негативно отозвался о методе Фуко и назвал книгу в какой-то мере запутанной и трудной для чтения.
Жак Деррида резко раскритиковал «Историю безумия». Он утверждал, что Фуко хотел «написать историю самого безумия», «хотел, чтобы безумие стало субъектом его книги»; по мнению Деррида, проект Фуко является «безумным», Фуко «зачастую отказывается от языка разума (объективности, рациональности)». По мысли Деррида, так как безумие принуждается к безмолвию, Фуко приходится писать «археологию безмолвия», но безмолвие само по себе не имеет истории, а любая археология — это прежде всего логика; поэтому археология безмолвия, которую, согласно Деррида, пытается написать Фуко, на самом деле лишь повторяет «преступный акт против безумия».
Морис Бланшо назвал «Историю безумия в классическую эпоху» «экстраординарной» книгой; он отмечал, что это книга незаурядная, насыщенная, напористая и «почти безрассудная», а также что в качестве докторской диссертации она знаменует «столкновение Университета и безрассудства». Согласно Бланшо, книга Фуко представляет собой не столько историю безумия, сколько набросок «истории пределов», устанавливаемых культурой, которая отбрасывает за эти пределы то, что она определяет как чуждое себе.
Поль Вен считал центральной проблемой «Истории безумия» несоответствие истины нашему представлению о ней: по мнению Фуко, познание не является правдивым зеркалом реальности, объект познания неотделим от формальных рамок, в которых он познаётся и которые Фуко называет термином «дискурс». Неверно было бы считать, подчёркивает Вен, что Фуко (точка зрения, ошибочно приписываемая ему многими) подразумевал, будто безумия не существует. Напротив, безумие, согласно Фуко, — объективная реальность, но наше представление об этой реальности исторически ограниченно. Мы не обладаем адекватной истиной о безумии, равно как и о других универсальных явлениях (например, сексуальности); эти явления нам доступны только через представления, формирующиеся у нас в зависимости от эпохи. Мы не в состоянии отделить «вещь в себе» (такую, как безумие или сексуальность) от дискурса, в который она заключена.
За пределами Франции «История безумия в классическую эпоху» также получила отклики. Джон К. Саймон в «Modern Language Notes» опубликовал положительный отзыв о книге, сравнив её с трудами Й. Хёйзинги. Ж. Эрман в «French Review» отметил значимость книги для исследований культурного наследия Запада. Ричард Ховард в «Times Literary Supplement» указал, что «Историю безумия» трудно воспринимать при чтении, но ей присуща отличная аргументация и что в ней затронуты очень значимые для современности проблемы.
Первоначально «История безумия в классическую эпоху» воспринималась лишь как академическое исследование, которым, собственно, и являлась; отсутствие интереса к книге у широкого читателя можно, по-видимому, объяснить отсутствием в книге явной политической проблематики. Лишь позднее в новой политической ситуации после событий 1968 года книга была переосмыслена многими в контексте антирепрессивного социального движения и стала восприниматься как критика пенитенциарных и психиатрических учреждений. По утверждению самого Фуко, это не он сблизился с представителями левого движения, а, напротив, левые заинтересовались проблемами, волновавшими его уже давно: вопросы безумия, тюрьмы до 1968 года для левых просто не существовали и лишь после 1968 года попали в сферу политического осмысления.
«История безумия» стала одной из ключевых книг движения антипсихиатрии, зародившегося в Англии; своим успехом она во многом обязана англоязычному миру. После публикации сокращённого варианта книги на английском она вошла в число программных документов контркультуры 1960-х годов. Один из ведущих представителей антипсихиатрического движения Рональд Лэйнг написал рецензию на книгу Фуко, опубликованную в «New Statesman», а другой британский антипсихиатр Дэвид Купер отметил значимость книги Фуко в статье «Так кто же такой безумец?».
Согласно почти единодушному мнению британских рецензентов, Фуко нужно считать как минимум союзником антипсихиатров. Эдмунд Лич в журнале «Listener» писал: «После прочтения этой книги даже самый упёртый рационалист должен быть обеспокоен неразумностью разума». В «British Journal of Social and Clinical Psychology» было отмечено, что книга «во многом неубедительна и спорна, но её актуальность сегодня не подлежит сомнению».
Биограф Фуко Дидье Эрибон, однако, писал, что антипсихиатры вложили в книгу «История безумия в классическую эпоху» новое значение, которого не было у этой книги в момент её выхода: «Они [Лэйнг и Купер] направили прожектор, высветивший в трудах Фуко особый смысл, не прочитанный во Франции и, возможно, даже не вкладывавшийся в него автором». Сам Фуко считал интересным смысл, вкладывавшийся в книгу антипсихиатрами; с конца 1960-х годов он в какой-то мере сблизился с антипсихиатрическим движением, но видел излишний радикализм некоторых его представителей и никогда непосредственно не участвовал в акциях антипсихиатров.
Французский социолог Робер Кастель считал новое прочтение книги обеднением её смысла. Смысл «Истории безумия», согласно Кастелю, создавался широкой палитрой регистров, объединяющей элементы разных уровней: экономики, институций, политики, философии, науки, которые благодаря этому приобретали особое звучание, а при новом прочтении книги обнаружилось, что она служит только выявлению механизмов подавления.
У врачей-психиатров книга Фуко вызвала различную реакцию. Сам Фуко по этому поводу писал: «Врачи и психиатры по-разному встретили её: одни, либеральной и марксистской ориентации, демонстрировали явный интерес, зато другие, принадлежавшие к более консервативной среде, полностью отвергали её». Наиболее прогрессивные французские психиатры, отстаивавшие закрытие психиатрических больниц и оказание психиатрической помощи в коммунах, отвечающих нуждам населения, отнеслись к публикации «Истории безумия» скорее положительно. Но, когда книга приобрела новое звучание, будучи переосмыслена антипсихиатрами, — «психиатрические эволюционеры» пересмотрели своё отношение к книге.
В частности, психиатр Люсьен Боннафе, член коммунистической партии, положительно оценивший книгу при её первой публикации, присутствовал в 1969 году на ежегодном собрании группы «Психиатрическая эволюция» в Тулузе, осудившем идеологическую направленность «Истории безумия в классическую эпоху». Анри Эй, выступив на этом собрании, отметил блестящий стиль работ Фуко, его необычайную эрудицию и смелость выводов, но вместе с тем и обвинил его в «психиатрициде». Профессор Анри Барюк, известный представитель французской психиатрии, на том же собрании назвал Фуко «отцом антипсихиатрии» и предводителем «некомпетентных» разрушителей начавшейся с Пинеля гуманистической медицины. Жорж Домезон отметил, что Фуко воспринимает безумие не как реальное заболевание, а как элемент обыденного языка, и выразил беспокойство по поводу того влияния, которое «История безумия» может оказать на молодых психиатров. А. Обин назвал Фуко явным антипсихиатром и заявил, что вся его философия находится в русле революционных идей Г. Маркузе.
В глазах «новых философов» — очень популярного французского философского движения, возникшего в 1976 году и включавшего в себя Б. А. Леви, Ф. П. Леви, Г. Лардро, К. Жамбе, Ж.-М. Бенуа и многих других, — «История безумия», уже совершившая в общественном сознании эволюцию от истории психиатрии к трактату по антипсихиатрии, была теперь книгой, обличающей тоталитарные режимы, особенно советский. Фуко в какой-то мере согласился с таким толкованием, заявив, что «История безумия» — это книга о механизмах власти, «бесконечном и вездесущем спектакле, посредством которого власть утверждает себя уже два столетия».
Исследователь творчества Фуко Гэри Гаттинг в работе 1994 года упоминал, что отзывы профессиональных историков о книге Фуко противоречивы, однако привёл ряд положительных отзывов историков: так, Майкл Макдональд спустя двадцать лет после выхода «Истории безумия в классическую эпоху» отмечал: «Любой, кто пишет об истории безумия в постсредневековой Европе, должен внимательно изучить знаменитую книгу Мишеля Фуко „Безумие и цивилизация“», Джэн Голдстейн заявляла, что работы Фуко благодаря своему содержанию и влиянию на перспективы теоретических исследований занимают особое и ключевое место в историографии психиатрии, а Рой Портер указывал, что «„Безумие и цивилизация“ — самая проницательная работа, когда-либо написанная об истории безумия».
Историк психиатрии Эндрю Скалл критически высказался о работе Фуко. Он признал за книгой ряд достоинств и тот факт, что она повлияла на рост интереса к прошлому психиатрии. Однако Скалл упрекает Фуко в искажении исторических фактов и плохом знании статистических данных. По словам Скалла, заявления Фуко о «великом заточении» сумасшедших в Новое время полны невероятных преувеличений, а то и вовсе не соответствуют действительности. По утверждениям Скалла, в конце XVIII века даже во Франции в лечебницах было изолировано не более пяти тысяч людей, и множество людей, считавшихся безумными, находились за пределами стен лечебниц. По мнению Скалла, Фуко ошибается и насчет конкретных явлений в Средневековье, принимая истории о «корабле дураков», якобы возивших безумцев по разным городам, за реальные события. Скалл указывает, что Фуко практически не ссылается на научные работы XX века и находит основания для своей аргументации по большей части в трудах авторов XIX века. Суммируя свою критику, Скалл делает вывод, что Фуко воздвиг сложную и утончённую интеллектуальную конструкцию на весьма зыбком эмпирическом фундаменте:23—37.